# Любомир Гузар (монета)
«Любоми́р Гу́зар» — пам'ятна монета номіналом 2 гривні, випущена Національним банком України. Присвячена одному з духовних лідерів українського народу — Патріарху Любомиру Гузару. Любомир Гузар народився у Львові, але у 1944 році його родина змушена була емігрувати за кордон. Він вчився та працював в Австрії, США, Італії, а на Батьківщину повернувся після проголошення незалежності України. У 2001 році очолив Українську греко-католицьку церкву. Завдяки Любомиру Гузару було ухвалено рішення про перенесення престолу до Києва й будівництво Патріаршого собору Воскресіння Христового. У 2011 році Любомир Гузар покинув пост Глави Української греко-католицької церкви, але до кінця життя активно займався громадською діяльністю.
Монету введено в обіг 15 лютого 2018 року. Вона належить до серії «Видатні особистості України».

## Опис та характеристики монети
| Номінал грн. | Метал      | Маса, грам | Діаметр, мм. | Якість виготовлення       | Гурт     | Тираж, штук |
| ------------ | ---------- | ---------- | ------------ | ------------------------- | -------- | ----------- |
| 2            | нейзильбер | 12,8       | 31           | спеціальний анциркулейтед | рифлений | 45 000      |

### Аверс
На аверсі монети розміщено: Патріарший собор Воскресіння Христового (м. Київ) на дзеркальному тлі стилізованого хрестоподібного проміння; унизу — малий Державний Герб України, праворуч від якого написи: «УКРАЇНА/ 2 ГРИВНІ/2018»; логотип Банкнотно-монетного двору Національного банку України (на дзеркальному тлі, ліворуч від собору).

### Реверс
На реверсі монети зображено портрет Любомира Гузара, ліворуч від якого роки його життя «1933/2017» та по колу розміщено написи: «ПАТРІАРХ ЛЮБОМИР ГУЗАР» (угорі), «МОЯ МРІЯ» — «БУТИ ЛЮДИНОЮ» (унизу).

## Автори

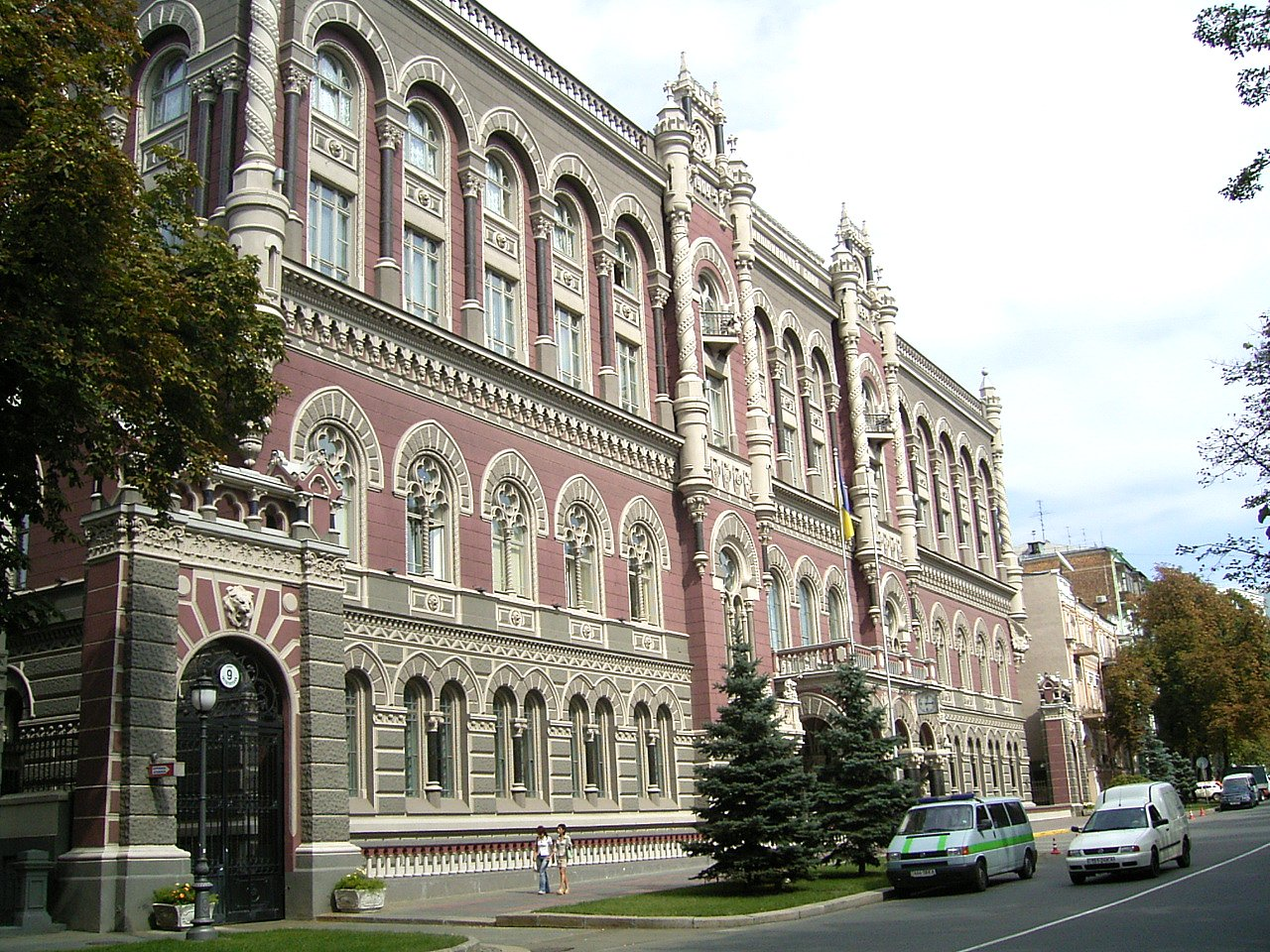
Будівля Національного банку України

- Художники: Таран Володимир, Харук Олександр, Харук Сергій.
- Скульптори: Демяненко Анатолій, Атаманчук Володимир.

## Вартість монети
Під час введення монети в обіг 2018 року, Національний банк України реалізовував монету через свої філії за ціною 40 гривень.
Фактична приблизна вартість монети, з роками змінювалася так:
| Рік        | 2018 | 2019 | 2020 | 2021 | 2022 | 2023 | 2024 | 2025 |
| ---------- | ---- | ---- | ---- | ---- | ---- | ---- | ---- | ---- |
| Ціна, грн. | 50   | 50   | 50   | 55   | 60   | 80   | 120  | 155  |